# Cristian Nasuti
Christian Javier Nasuti (San Martín. 6 de Setembro de 1982) é um futebolista profissional argentino, milita atualmente na Grécia, no Aris Salônica.